# Pueblo magar
El pueblo magar es uno de los 59 grupos nativos reconocidos por el gobierno de Nepal. Según el censo de 2011, representan el 7'13% de la población total del país, siendo una de las minorías mayoritarias. Están asentados principalmente en el área central de Nepal, entre la sierra Dhaulagiri y la cordillera Mahabharat o himalayas menores. Los magaris vivieron su época de máxima esplendor durante el Reino Magar, disuelto en el siglo XVIII, con capital en Tansen.
Aunque su lengua propia sea el magar (de la familia lingüística magárica), la mayoría hablan el nepalí comúnmente.
La religión principal de los magaris es el hinduismo, aunque fuertemente sincretizado con los cultos animistas como el Bön (en el norte). Por ello sus rituales incluyen el culto a los ancestros o el chamanismo, propios del animismo.

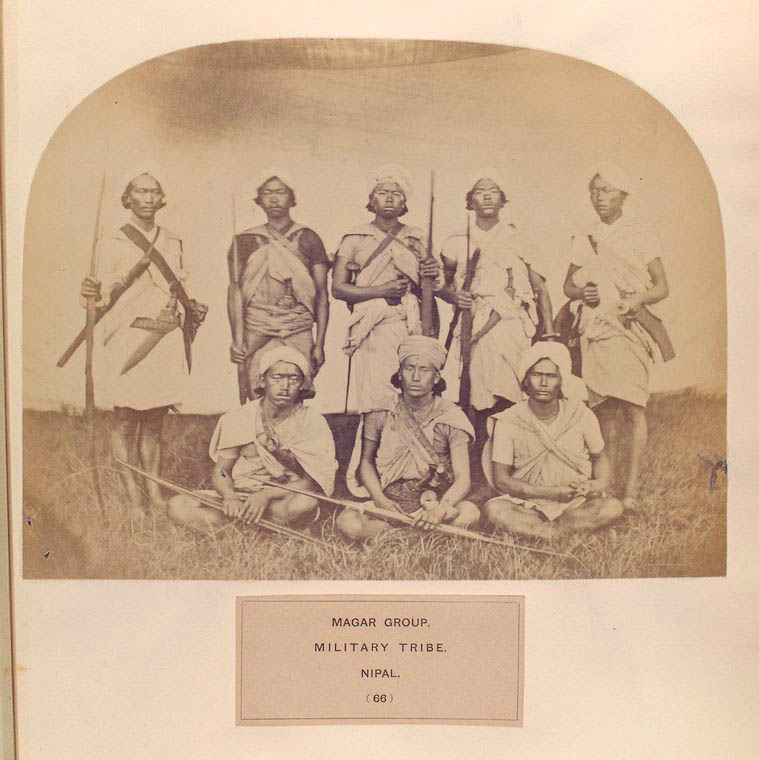
Tribu militar magar por J. Forbes Watson y John William Kaye (1875).

La sociedad magar se dedica principalmente a la agricultura y a la producción de tejidos. Pero si algo cabe destacar de esta minoría es la influencia política y militar que han tenido tradicionalmente en el país, al ocupar cargos políticos en la administración nepalí y en el servicio militar nepalí, sobre todo en el ejército Gurja (o Gurkha). Onsari Gharti Magar fue la primera diputada femenina en el parlamento de Nepal. Balaram Gharti Magar fue ministro del gobierno de Nepal alrededor de 30 años. Nanda Kishor Pun es el actual vicepresidente de Nepal. Kuber Singh Rana es el inspector general de la Policía Nepalí desde 2012. Todos ellos son magares. Muchos magares lucharon para el ejército británico durante la primera y Segunda Guerra Mundial; cinco de ellos recibieron la Cruz Victoria, la condecoración más importante otorgada por el imperio británico.